# Nina Roberts

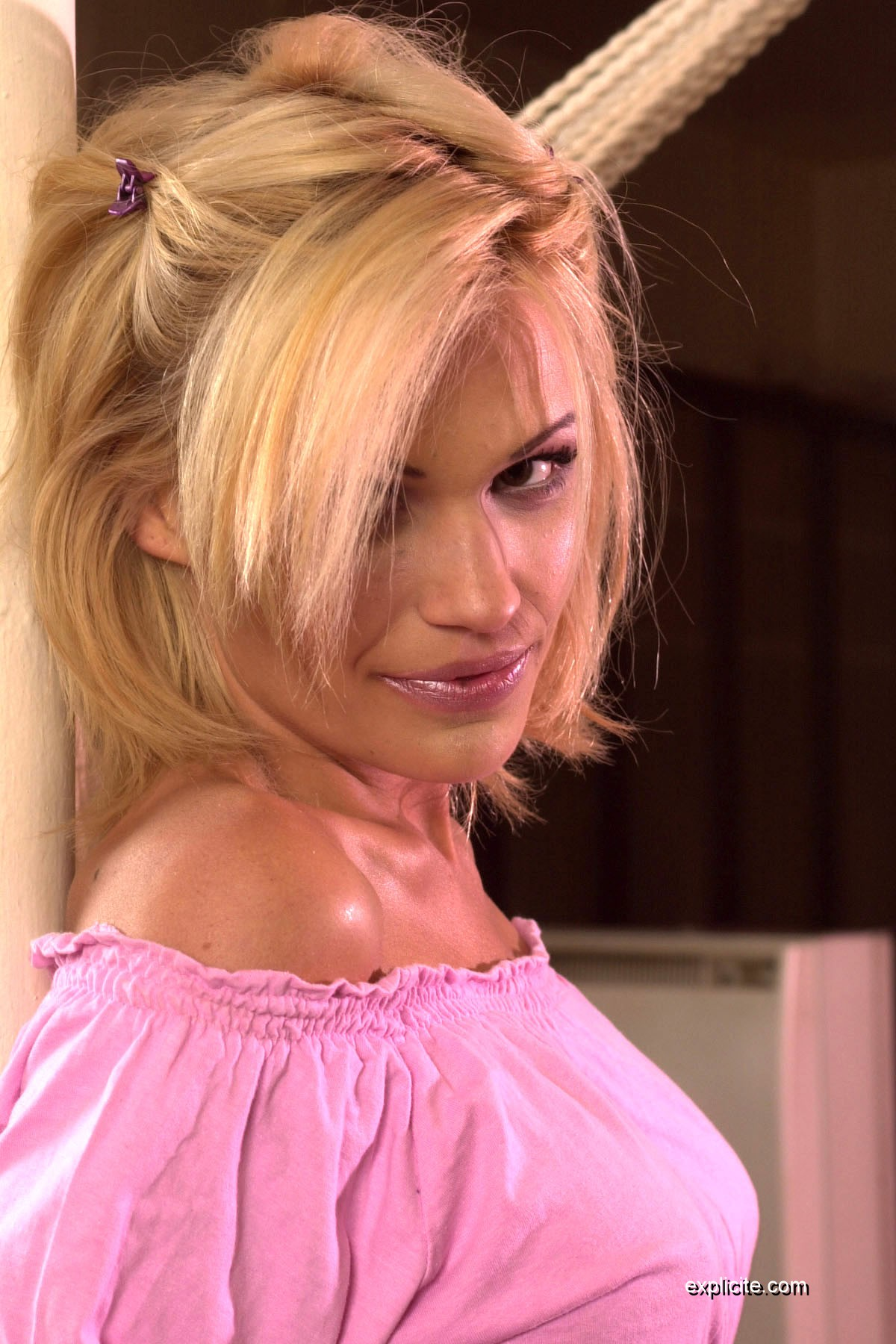
Nina Roberts.

Nina Roberts (* 29. April 1979 als Sophie Malnatti in Villecresnes, Département Val-de-Marne, Frankreich) ist eine französische Pornodarstellerin, Schauspielerin, Autorin und Künstlerin. Ihr Künstlername ist eine Anlehnung an Julia Roberts.

## Leben und Karriere
Ihre Karriere in der Hardcorebranche begann 2002, als sie für zwei Jahre mit den Regisseuren Hérve P. Gustave, Fred Coppula und Marc Dorcel arbeitete. Im Jahr 2003 drehte der Regisseur Fabien Lafait den Film Pretty Nina, einer Hardcore-Adaption des Films Pretty Woman mit Julia Roberts. Ihre Laufbahn als Pornodarstellerin endete, als sie damit begann, als Schriftstellerin zu arbeiten. Ihr erstes Buch mit dem Titel J’assume erschien im Jahr 2005 bei Scali. Es erzählt ihre Geschichte in der Hardcorebranche. Virginie Despentes schrieb das Vorwort des Buches.
Im Jahr 2007 veröffentlichte sie das Buch Grosse Vache, erschienen ebenfalls bei Scali. Das Buch ist ein Porträt einer jungen Frau, die gegen Bulimie und Drogen kämpft. Es ist ein Roman in Form eines Tagebuchs. Roberts arbeitete auch an einer Filmadaption dieses Werkes zusammen mit Evan Manifatori.
2007 heiratete Roberts den Heavy-Metal Sänger Rash Horresco. Sie begann in der Fotografie zu arbeiten. Im gleichen Jahr erschien der Dokumentarfilm Nina – Diary of a Porn Star von Thibault Staib, der am 27. Mai 2011 auch in Deutschland auf DVD veröffentlicht wurde.
Roberts ist die Mutter eines Kindes.

## Bibliografie
- J’assume. Scali, 2005, ISBN 2-350-12020-1.
- Grosse Vache. Scali, 2007, ISBN 2-350-12051-1.
- It's Not All Love & Light. A Journey Through the Dark to Self Awarness. Sazmick Books, 2016, ISBN 0-995-45542-2.

## Auszeichnungen
- 2008 FICEB Award – International Ninfa Award – Best Actress in „Casino – No Limit“

## Filmografie (Auswahl)
- Nina – Diary of a Porn Star (Dokumentarfilm)
- Casino – No Limit (2008)
- Les femmes de mes potes
- La Journaliste (2012)
- Pretty Nina
- Tentations d’une femme mariée
- La totale
- Chrono sex
- Mes meilleures copines
- Jeunes infirmieres depravées
- Les célibataires
- Nina
- Pour le meilleur et pour le plaisir